# Chase Oliver
Chase Russell Oliver (* 16. srpna 1985) je americký politický aktivista a kandidát na prezidenta v roce 2024 za Libertariánskou stranu. Oliver předtím za Libertariány kandidoval do Senátu USA za Georgii v roce 2022 a do Sněmovny reprezentantů za 5. obvod Georgie v doplňovacích volbách v roce 2020.

## Politické postoje

### Interrupce
Oliver se označuje za pro-choice osobu, avšak je proti financování interrupcí z daní a podporuje Hydeův dodatek. Věří, že by měla být interrupce zlegalizovaná federálně, a prohlásil, že by podpořil legislativu, která by to umožnila.

### Globální oteplování
Oliver podporuje, aby globální oteplování byl vyřešen volným trhem. Tvrdí, že pokud budou podniky ponechány na pokoji, budou motivovány k vývoji technologií, které nakonec nahradí současná paliva na bázi uhlíku.

### Volební systém
Oliver je silným podporavetelem alternativního hlasování a systému jednoho přenosného hlasu. Prohlásil, že by tenhle systém zabraňoval americkým senátním volbám v Georgii se dostat do druhého kola, protože by voliči rozhodli už při prvním hlasování, kvůli preferenčnímu hlasování. Zároveň prohlásil, že by tyhle systémy dokázali ušetřit několik miliony dolarů daňových poplatníků, protože by se nemuselo financovat další kolo voleb.

### Zahraničí
John Stossel nazval Olivera jako „nejvíc protiválečného kandidáta“ na prezidenta v roce 2024. Je pro zastavení vojenské pomoci pro Izrael a izraelskou akci v Gaze označil jako genocidu. Oliver zároveň podporuje uzavření amerických základen v zahraničí.

### Práva na zbraně
Oliver podporuje práva na zbraně. Během debaty s Warnockem v roce 2022, Oliver vyjádřil svojí podporu práv na zbraně větou: „Ozbrojené gaye je těžší utlačovat a je těžší je mlátit.“ Je proti zákazu bump stocků.

### Drogy
Oliver obhajuje ukončení války drogám a podporuje legalizaci marihuany. Oliver rovněž podporuje zrušení Zákonu o kontrolovaných látkách (CSA) a podporuje dekriminalizaci všech drog přijetím Zákona o reformě drogové politiky.

### Reforma trestního soudnictví
Oliver podporuje zrušení kvalifikované imunity pro orgány činné v trestním řízení na federální úrovni. Oliver je zároveň pro povinné federální minimální tresty a zrušení trestu smrti.

### Imigrace
Oliver podporuje tzv. systém „imigrace po vzoru Ellis Island“ s uvedením: „Když zde přicházíte pracovat a žít v míru, nic mi do toho není.“

### Školství
Oliver podporuje rozpuštění Ministerstva školství „pro víc možností na trhu škol v jednotlivých sátech.“ Je zároveň proti federální podpoře studentských půjček a podporuje povolení oddlužení studentských půjček v konkurzu.

### Bezdomovectví
Oliver podporuje odstranění regulačních překážek, které zabraňují lidem a organizacím pomáháním bezdomovcům.

### Ekonomika
Oliver podporuje volný trh a je proti clům. Podporuje také vyrovnaný federální rozpočet a snížení inflace.

### Soukromí
Oliver podporuje zrušení Transportation Security Administration spolu se zrušením Patriot Act a FISA Amendments Act z roku 2008.

### LGBT+
Oliver je proti vládnímu zásahu do určitých rozhodnutí rodičů, dítěte a lékaře o zdravotní péči o transgender osob. Avšak vyjádřil nesouhlas vůči trans operacím pro lidi mladší 18 let. Je proti zákonům o drag shows a nazval drag shows „uměním“ které „se může pohybovat od zcela rodinných témat až po zcela explicitních - stejně jako kino, hudba a výtvarné umění“. Svůj argument stavěl na tom, že jestli rodiče můžou vzít dítě na Umučení Krista, můžou vzít dítě na drag show. Domnívá se, že stávající zákony o obscénnosti spolu s rodičovským dohledem jsou dostatečné k ochraně dětí před nevhodným obsahem. Je také proti státním nařízením týkajícím se účasti transgender dívek v ženských sportech, protože se domnívá, že taková rozhodnutí by měly přijímat jednotlivé ligy, a nikoli vláda.

### Třetí strany
Oliver byl spoluautor článku „Pomáhají třetí strany demokracii, nebo jí škodí?“, vydaný 23. září 2023 neziskovou novinářskou organizací Divided We Fall. V článku Oliver hovořil o strategické pozici Libertariánské strany pro volby 2024, o přístupu třetích stran k volbám a o tom, jak se platforma Libertariánské strany shoduje s důležitými tématy platforem jiných třetích stran, jmenovitě Strany zelených Spojených států a Forward party, jako jsou například pořadové volby (viz. kapitola Volební systém), imigrace, legalizace konopí a práva LGBT+.

## Osobní život
Oliver je svobodný muž žijící na předměstí Atlanty. Řekl, že má „hlubokou víru v evangelium“. Otevřeně se přiznává k homosexualitě.